# ريسيب نياز
ريسيب نياز (بالتركية: Recep Niyaz)‏ (1 يناير 1995 بدنيزلي في تركيا - ) هو لاعب كرة قدم تركي في مركز الوسط. شارك مع منتخب تركيا الوطني لكرة القدم تحت 15 سنة ومنتخب تركيا تحت 16 سنة لكرة القدم ومنتخب تركيا تحت 17 سنة لكرة القدم ومنتخب تركيا تحت 18 سنة لكرة القدم ومنتخب تركيا تحت 19 سنة لكرة القدم. أما مع النوادي، فقد لعب مع بوجاسبور ودنيزلي سبور وسامسون سبور ونادي فنربخشة وFenerbahçe S.K. U21 ‏.

## وصلات خارجية
- ريسيب نياز على موقع الاتحاد الأوربي (الإنجليزية)
- ريسيب نياز على موقع اتحاد تركيا (لاعب) (الإنجليزية)
- ريسيب نياز على موقع قاعدة بيانات كرة القدم.إي يو (الإنجليزية)
- ريسيب نياز على موقع Soccerway.com (الإنجليزية)
- ريسيب نياز على موقع عالم كرة القدم.نت (الإنجليزية)
- ريسيب نياز على موقع AS.com (الإسبانية)